# Mary Parker Follett
Mary Parker Follett (ur. 3 września 1868 w Quincy, zm. 18 grudnia 1933 w Wielkiej Brytanii) – autorka prac z zakresu nauki zarządzania i teorii organizacji. Znana z opracowań na temat teorii konfliktu.

## Życiorys
Studiowała w Thayer Academy, w Newnham College (University of Cambridge) oraz w Paryżu. Szybko rozpoczęła dorosłe życie z powodu śmierci ojca oraz choroby matki. Mimo to, w 1892 kontynuowała naukę na Society for the Collegiate Instruction of Women (obecnie Radcliffe College) w Massachusetts. Naukę ukończyła w 1898 z dobrymi wynikami.
Od 1900 do 1908 pracowała w dziale opieki socjalnej w Bostonie. Doświadczenia zdobyte w pracy skłoniły ją do rozwijania koncepcji centrów komunalnych, służących rozwojowi edukacji, wychowania, integracji, pomocy społecznej i wsparcia grupowego.
Jest znana dzięki swym pracom z zarządzania. Zajmowała się m.in. pracą zespołową, odpowiedzialnością pracowników (późniejsza koncepcja upełnomocnienia) oraz konfliktami w organizacji. Interesowała się także zarządzaniem kapitałem ludzkim. Jako jedna z pierwszych traktowała przedsiębiorstwo jako system społeczny, oparty na różnorodnych powiązaniach między pracownikami. Podkreślała rolę demokracji i edukacji w życiu społecznym.
Upamiętnia ją fundacja pod nazwą Mary Parker Follett Foundation.

## Dzieła
- The Speaker of the House of Representatives, wyd. 1896.
- The New State: Group Organization, wyd. 1918.
- Creative Experience, wyd. 1924.
- Dynamic Administration, wyd. 1941.
- Freedom and Coordination, wyd. 1949.